# Chittoe
Chittoe is een dorp (village) in de unitary authority Wiltshire, in het Engelse graafschap Wiltshire. De plaats maakt deel uit van de civil parish Bromham.

## Geschiedenis
Tot 1934 was Chittoe een zelfstandige civil parish.